# Realer Wechselkurs
Der reale Wechselkurs ist in der Volkswirtschaftslehre eine volkswirtschaftliche Kennzahl, die das Verhältnis beschreibt, zu dem ein repräsentativer Warenkorb eines Währungsraums gegen einen repräsentativen (idealerweise den gleichen) Warenkorb einer Fremdwährung getauscht werden kann. Pendant ist der nominale (monetäre) Wechselkurs.

## Allgemeines
Allgemein unterscheidet die Volkswirtschaftslehre zwischen nominalen und realen Größen, um durch Inflation oder Deflation entstandene Preis- oder Kursunterschiede durch Preisbereinigung zu beseitigen. Das gilt auch für den Wechselkurs zwischen zwei Währungen. Der reale Wechselkurs ist deshalb der Preis inländischer Güter, ausgedrückt in Mengeneinheiten ausländischer Güter. Der nominale Wechselkurs stellt den Kurs einer Fremdwährung, ausgedrückt in Inlandswährung dar. Während der nominale (oder monetäre) Wechselkurs das Austauschverhältnis von zwei Währungen beschreibt (beispielsweise 100 US-Dollar = 99 Euro), definiert der reale Wechselkurs das Austauschverhältnis von zwei Gütern (französischer Wein gegen Schwarzwälder Schinken).

## Überblick
In der folgenden Aufstellung werden drei Teilmärkte gegenübergestellt, in denen zwischen nominalen und realen Größen unterschieden wird:
| Markt                                             | Faktorpreis                     | nominale Größe                                           | reale Größe             |
| ------------------------------------------------- | ------------------------------- | -------------------------------------------------------- | ----------------------- |
| Arbeitsmarkt                                      | Arbeitseinkommen                | Nominaleinkommen, Nominallohn                            | Realeinkommen, Reallohn |
| Bankenmarkt: Geldmarkt, Kapitalmarkt, Kreditmarkt | Zins                            | Nominalzins: Geldmarktzins, Kapitalmarktzins, Kreditzins | Realzins                |
| Devisenmarkt                                      | Devisenkurs                     | nominaler Wechselkurs                                    | realer Wechselkurs      |
| Geldmarkt, Kapitalmarkt                           | Geldmarktzins, Kapitalmarktzins | Nominalrendite                                           | Realrendite             |

Eingewandt werden muss, dass einzelne Marktteilnehmer auf dem Arbeitsmarkt wie Arbeitnehmer oder Gewerkschaften nicht in der Lage sind, den Reallohn zu bestimmen, weil die Ursachen für die Veränderung des Preisniveaus auf dem Gütermarkt außerhalb des Einflusses dieser Marktteilnehmer liegt. Veränderungen der Geldmenge beeinflussen nominale Größen, nicht aber reale Größen. Diese Irrelevanz der Geldmenge für reale Größen wird als Neutralität des Geldes bezeichnet. Wird mithin die Geldmenge verringert, wirkt sich das nicht auf den realen Wechselkurs aus.
Da der reale Wechselkurs das Austauschverhältnis von zwei Gütern gegenüberstellt, ist er Ausdruck für die internationale Wettbewerbsfähigkeit eines Staates gegenüber anderen Staaten.

## Kaufkraftparitätentheorie
Die Kaufkraftparitätentheorie geht davon aus, dass der Wechselkurs zwischen Währungen verschiedener Staaten identisch ist mit dem Verhältnis ihrer Preisniveaus, die in den Güterpreisen zweier Warenkörbe gemessen werden. Demnach schwanken Wechselkurse nur, um internationale Unterschiede im Preisniveau auszugleichen. Die Theorie beruht auf dem Grundsatz des Gesetzes vom einheitlichen Preis. Demnach müsste ein Gut überall auf der Welt zum gleichen Preis verkauft werden können. Andernfalls gäbe es Arbitragemöglichkeiten, die mittelfristig zum Preisausgleich führen würden. Nach dieser Theorie muss eine Geldeinheit in allen Ländern die gleiche Kaufkraft haben, sie muss überall den gleichen realen Wert besitzen. Dieser wird auch absolute Kaufkraftparität genannt.

## Ermittlung
Der Preis deutscher Güter in Euro wird mit {\displaystyle P} definiert, der mit dem Wechselkurs {\displaystyle E} multipliziert wird, wodurch sich der Preis deutscher Güter beispielsweise in US-Dollar ergibt ({\displaystyle EP}). Der Preis amerikanischer Güter in US-Dollar sei {\displaystyle p}, so dass sich der reale Wechselkurs {\displaystyle \epsilon } wie folgt ergibt:
{\displaystyle \epsilon ={\frac {EP}{P}}}.
Fachlich sind die Terms of Trade {\displaystyle TT} der Kehrwert des realen Wechselkurses:
{\displaystyle TT={\frac {P}{EP}}}.
Alternativ kann der reale Wechselkurs auf folgendermaßen ermittelt werden:
{\displaystyle \epsilon ={\frac {E\cdot p}{p_{i}}}},
wobei {\displaystyle p_{i}} das inländische Preisniveau darstellt.
Da der reale Wechselkurs üblicherweise nicht für einzelne Güter, sondern für (repräsentative) Warenkörbe bzw. Warengruppen berechnet wird, wird er meist als Index ausgewiesen.
Als unabhängige Variablen gibt es:
{\displaystyle e_{t}^{n}} der nominale Wechselkurs zum Zeitpunkt {\displaystyle t^{}} in Mengennotierung,
{\displaystyle e_{0}^{n}} der nominale Wechselkurs des Basisjahres in Mengennotierung,
{\displaystyle P_{t}^{*}} der Preisindex des Auslands zum Zeitpunkt {\displaystyle t^{}} bezogen auf das Basisjahr,
{\displaystyle P_{t}^{}} der Preisindex des Inlands zum Zeitpunkt {\displaystyle t^{}} bezogen auf das Basisjahr.
Das Basisjahr muss jeweils identisch sein. Als Index des realen Wechselkurses ergibt sich dann:
{\displaystyle e_{t}^{r}={\frac {e_{t}^{n}}{e_{0}^{n}}}\cdot {\frac {P_{t}^{*}}{P_{t}}}\cdot 100}.
Der reale Wechselkurs für einzelne Güter berechnet sich gemäß:
{\displaystyle e_{t}^{r}=e_{t}^{n}\cdot {\frac {p_{t}}{p_{t}^{*}}}\quad },
wobei
{\displaystyle p_{t}^{*}}
als Preis des Gutes im Ausland und
{\displaystyle p_{t}^{}}
als Preis des Gutes im Inland und
{\displaystyle e_{t}^{n}}
als nominalem Wechselkurs in Mengennotierung sind.
Betrachtet man die Veränderungen des realen Wechselkurses in einer Periode, dann ergibt sich diese für niedrige Inflationsraten annähernd als
{\displaystyle \Delta \%e^{r}=\Delta \%e^{n}+\pi -\pi ^{*}},
wobei
{\displaystyle \Delta \%e^{r}}
die prozentuale Veränderung des realen Wechselkurses,
{\displaystyle \Delta \%e^{n}}
die prozentuale Veränderung des nominalen Wechselkurses jeweils in Mengennotierung sind. {\displaystyle \pi } bezeichnet die Inflationsrate im Inland, {\displaystyle \pi ^{*}} die Inflationsrate im Ausland.

## Probleme bei der Berechnung

### Wahl des Preisindex
In der Praxis können verschiedene Preisindizes zur Berechnung des realen Wechselkurses herangezogen werden, z. B. Exportpreisindex, BIP-Deflator, Verbraucherpreisindex, Index der Arbeitskosten etc. Problematisch ist, dass die einzelnen Indizes in verschiedenen Ländern nicht die gleichen Waren und/oder Dienstleistungen beinhalten, was besonders hinsichtlich der Unterscheidung zwischen handelbaren und nicht-handelbaren Gütern relevant ist. Zusätzlich wird die Verwendung von Indizes kritisiert, welche eng verwandte, handelbare Güter enthalten, da für solche Gütergruppen die Kaufkraftparität üblicherweise gilt und deshalb der Wert des so berechneten realen Wechselkurses wenig Aussagekraft hinsichtlich der Wettbewerbsfähigkeit der betrachteten Länder hat.

### Wahl des Basisjahres
Die Wahl des Basisjahres ist offensichtlich entscheidend für die Interpretation von fortlaufenden Wechselkursentwicklungen. Als Basisjahr sollte deshalb ein Zeitpunkt gewählt werden, in welchem sich die betrachteten Volkswirtschaften in einem internen und externen Gleichgewicht befinden (was erneute Probleme hinsichtlich der Definition eines solchen Zeitpunkts mit sich bringt). Alternativ können jedoch die Indizes für verschiedenen Basiszeitpunkte berechnet und miteinander verglichen werden.

### Realer und realer effektiver Wechselkurs
Üblicherweise haben Länder multiple Handelsverflechtungen, weshalb die Berechnung eines realen Wechselkurses hinsichtlich eines Handelspartners kaum eine umfassende Interpretation der Wettbewerbsfähigkeit zulässt. Hierzu bedarf es der Berechnung eines realen effektiven Wechselkurses, der sich als mit den jeweiligen Handelsanteilen gewichteter Durchschnitt der bilateralen realen Wechselkurse zu allen Handelspartnern (oder zumindest den relevanten) ermitteln lässt.

### Sonstige Probleme
Unterschiedliche Rechtssysteme oder Steuertarife sowie Unterschiede in der Durchführung fiskal- und geldpolitischer Maßnahmen oder in der Entwicklung der Finanzmärkte können der Grund für Bewegungen realer Wechselkurse sein. Ebenso sollten sich zumindest dauerhafte Änderungen der Terms of Trade niederschlagen. Diese Ursachen lassen sich aber bisweilen schwer feststellen bzw. quantifizieren und können deshalb leicht zu Fehlinterpretationen von Entwicklungen der realen Wechselkurse führen.

## Vergleich der Entwicklung nominaler und realer Wechselkurse
Hier soll die Entwicklung nominaler Wechselkurse im Vergleich zu realen Wechselkursen anhand vier der wichtigsten Währungen verglichen werden. Dafür wurde die Entwicklung dieser Kurse im Zeitraum 1975–2002 untersucht. In den Graphiken zum Euro-Raum und Japan werden Indices mit dem Basisjahr: 1995=100 dargestellt.

Vergleich nominaler vs. realer Wechselkurs der EU-27-Zone (1975–2002), Index 1995 = 100

In der Tendenz verliefen beide Wechselkurse im Euro-Raum ähnlich – jedoch sank der reale Kurs zwischen 1977 und 1982 von 108 auf 82, während dessen der nominale Kurs erst ab 1980 sank (ausgehend vom Wert 109) und beendete seinen stark negativen Trend erst 1985 auf einem Wert von 1979. Der reale Kurs hatte sich 1982 wieder erholt und stieg bis 1987 kontinuierlich bis zum Wert 100. Bis zum Jahr 1990 hatten sich beide Kurse angenähert und verliefen seitdem mit ähnlicher Tendenz, zwischen 1992 und 1997 synchron und ab 1997 wieder mit ähnlicher Tendenz.

Vergleich nominaler vs. realer Wechselkurs Japans (1975–2002), Index 1995 = 100

Im Zeitraum der Jahre 1975–1982 verliefen die Wechselkurse Japans gegenläufig. Während der reale Wechselkurs bis auf einen Wert von 50 sank, stieg der nominale Wechselkurs auf 42. Danach verliefen beide Kurse in der Tendenz gleichgerichtet bis zum Jahr 1994, hier erreichten beide den Wert 96. Ab 1994 verlaufen beide Wechselkurse annähernd synchron.
Die Kurse im Währungsgebiet des Vereinigten Königreichs (UK) verliefen ab 1977 mit gleicher Tendenz jedoch unterschiedlichen Werten. Bis zum Jahre 1995 wies der nominale Wechselkurs immer einen höheren Wert als der reale Wechselkurs auf. Dies änderte sich ab diesem Jahr – nun wies der reale Wechselkurs höhere Werte auf. Während der nominale Wechselkurs ab 1997 auf einem Wert um 115 stagnierte, stieg der reale Kurs bis 2002 auf einen Wert von 145, somit hatte sich sein Niveau seit 1975 um 60 Punkte gesteigert.
Im Währungsraum der USA verliefen beide Kurse ab 1978 in der Tendenz gleich. Ab dem Jahr 1989 bis zum Ende des Betrachtungszeitraumes 2002 verliefen nominaler und realer Wechselkurs, bis auf geringe Abweichungen, vollkommen synchron.
Generell ist ein Zusammenhang zwischen realem und nominalem Wechselkurs erkennbar – auf Basis der hier betrachteten Währungsräume. Dieser unterstellte Zusammenhang ist jedoch an dieser Stelle noch nicht ausreichend empirisch belegt, dazu bedarf es weiterer umfassenderer Recherche und empirischer Analyse. Die Beispiele UK und besonders der USA zeigen einen tendenziell (teilweise auch synchron) ähnlichen Verlauf der beiden Kurse. Jedoch beweisen die Beispiele Japans und des Euro-Raumes, dass sich beide Kurse auch voneinander unterschiedlich entwickeln können.

## Folgen der Änderungen des realen Wechselkurses
Eine Änderung des realen Wechselkurses findet bei einer Änderung der abhängigen Variablen {\displaystyle e^{r}} statt. Diese wird gemäß obiger Berechnung ausgelöst durch eine Wertänderung einer oder mehrerer der oben aufgelisteten unabhängigen Variablen. Bei gegebenen in- und ausländischen Preisen finden nominale und reale Auf- und Abwertung parallel statt. Dieser Fall kann in der kurzen Frist als maßgeblich angesehen werden, da die Volatilität des nominalen Wechselkurses insbesondere kurzfristig höher liegt als jene der Preisindizes.

### Reale Aufwertung
Bei Verwendung der Mengennotierung kennzeichnet ein steigender realer Wechselkurs eine reale Aufwertung; Folgen:
- Exporte sinken, da inländische Waren im Vergleich zu ausländischen teuer werden.
- Importe steigen, weil ausländische Güter relativ preisgünstiger werden.

Im Ergebnis führt die reale Aufwertung für das Inland zu einem Verlust an Wettbewerbsfähigkeit und einer höheren Kaufkraft gegenüber dem Ausland und verbesserten Terms of Trade.

### Reale Abwertung
Ein in der Mengennotierung sinkender realer Wechselkurs kennzeichnet eine reale Abwertung; Folgen:
- Exporte steigen, da inländische Waren im Vergleich zu ausländischen billiger werden.
- Importe sinken, weil ausländische Güter relativ teurer werden.

Für das Inland bewirkt die reale Abwertung einen Zuwachs an Wettbewerbsfähigkeit verbunden mit einer niedrigeren Kaufkraft gegenüber dem Ausland und verschlechterten Terms of Trade.

## Wirtschaftliche Aspekte
Grundsätzlich kann die Herleitung des realen Wechselkurses entweder aus der Kaufkraftparitätentheorie oder aus der Unterscheidung zwischen handelbaren und nicht-handelbaren Gütern (vgl. Balassa-Samuelson-Effekt) erfolgen.
Beim nominalen Wechselkurs wird zwischen der Mengennotierung (Anzahl Einheiten ausländischer Währung im Austausch für eine Einheit inländischer Währung) und der Preisnotierung (Anzahl Einheiten inländischer Währung im Austausch für eine Einheit ausländischer Währung) unterschieden, was bei der Berechnung des realen Wechselkurses zu berücksichtigen ist. Der reale Wechselkurs ist der um das Preisverhältnis zwischen Inlands- und Auslandsgütern bereinigte nominale Wechselkurs. Der reale Wechselkurs informiert über den relativen Preis eines ausländischen Güterbündels, ausgedrückt in Mengeneinheiten eines vergleichbaren inländischen Güterbündels. Ändert sich das inländische und/oder ausländische Preisniveau, so ändert sich – ceteris paribus – auch der reale Wechselkurs. Ist der reale Wechselkurs hoch, dann sind ausländische Güter relativ preiswert und inländische Güter relativ teuer und umgekehrt. Da der Wechselkurs ein relativer Preis ist, beeinflusst er die Güternachfrage nach inländischen oder ausländischen Gütern. Ist der reale Wechselkurs niedrig mit der Folge von preiswerten inländischen Gütern, werden Inländer – und auch Ausländer – inländische Güter bevorzugen. Das hat zur Folge, dass die Nettoexporte {\displaystyle NE}.zunehmen. Daher gilt:
{\displaystyle NX=NX(\epsilon )}.
Im Zeitraum zwischen 1976 und 1999 schwankten beispielsweise nominaler und realer Wechselkurs des US-Dollar und kanadischem Dollar sehr stark, was auf Ungleichgewichte im bilateralen Export/Import beider Volkswirtschaften hinwies.